# Tellusborg

Tellusborg är ett informellt område samt en bostadsrättsförening med 218 lägenheter inom stadsdelen Midsommarkransen i Söderort inom Stockholms kommun. Tellusområdet betraktas ofta som kulturkvarter, med Tellusbiografen som en av flera sevärdheter. 
Namnet skapades genom sammanslagning av tomtföretagen Tellus och Nyborg och avser normalt de äldre delarna av Midsommarkransen kring Tellusborgsvägen och Vattenledningsvägen, bebyggda kring sekelskiftet 1900. Bostadshusen mot Tellusborgsvägen har allt sedan de uppfördes inofficiellt kallats för "Tellusborgarna". Under 2010-talet har området förtätats med nya bostadshus i "Tellusborgsstil" för att smälta in i den sammanhållna äldre stadsmiljön. Områdets ursprung, torpet Nyborg från 1800-talet, på vars ägor Tellusborg delvis uppfördes, finns kvar inom området. I västra delen av Tellusborg fanns fram till en bit på 1900-talet en större damm eller göl med namnet Svandammen. Den utfyllda dammen är i dag park.
Tellusborg var namnet på en spårvagnshållplats åren 1911-1938, då området trafikerades av den så kallade "Tellusborgsbanan" som utgick från Slussen via Liljeholmsbron.
Området har också givit namn till idrottsföreningen IK Tellus, som grundades där.

## Bilder

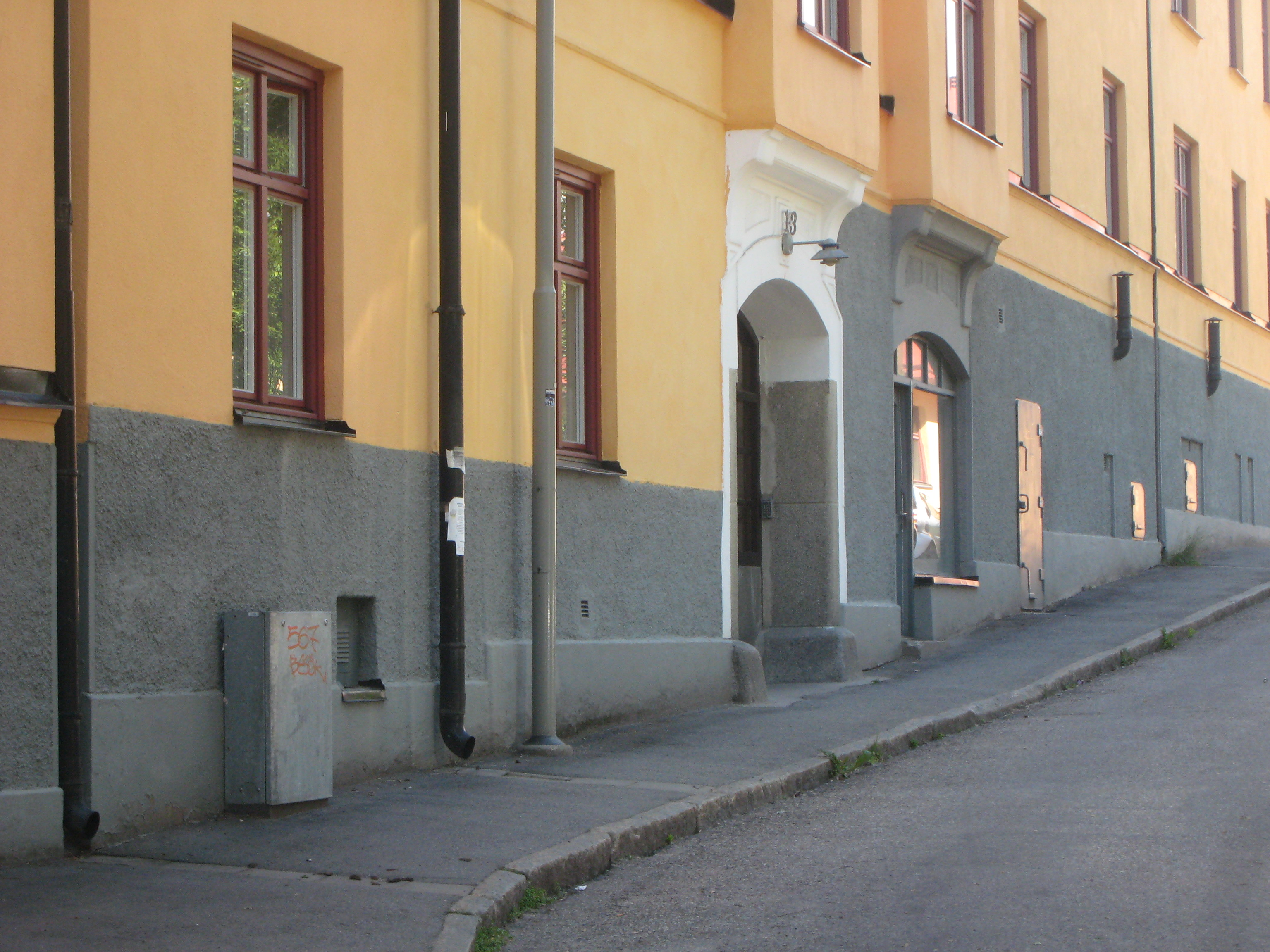
Ringdansvägen
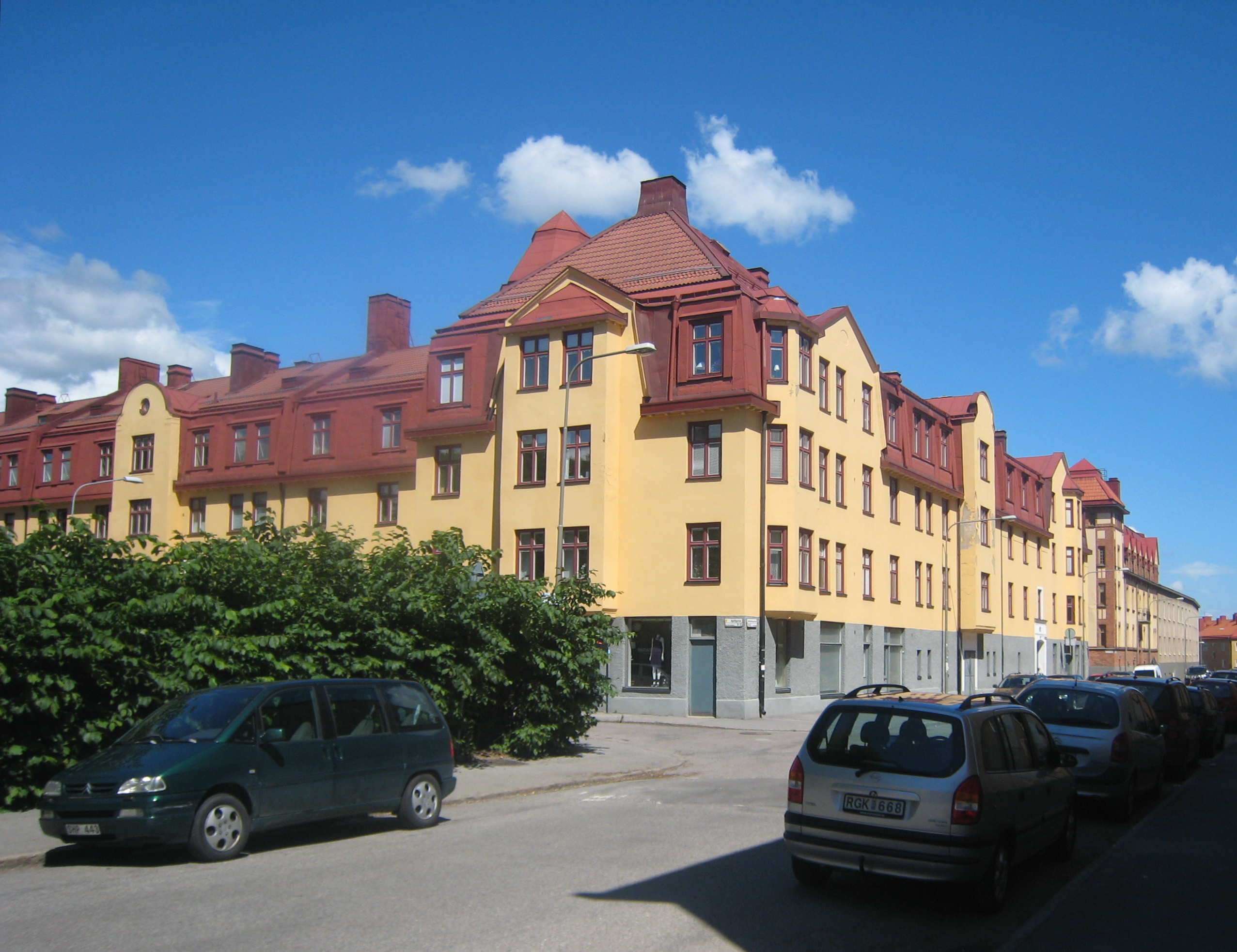
Korsningen Aprilgatan/Vattenledningsvägen
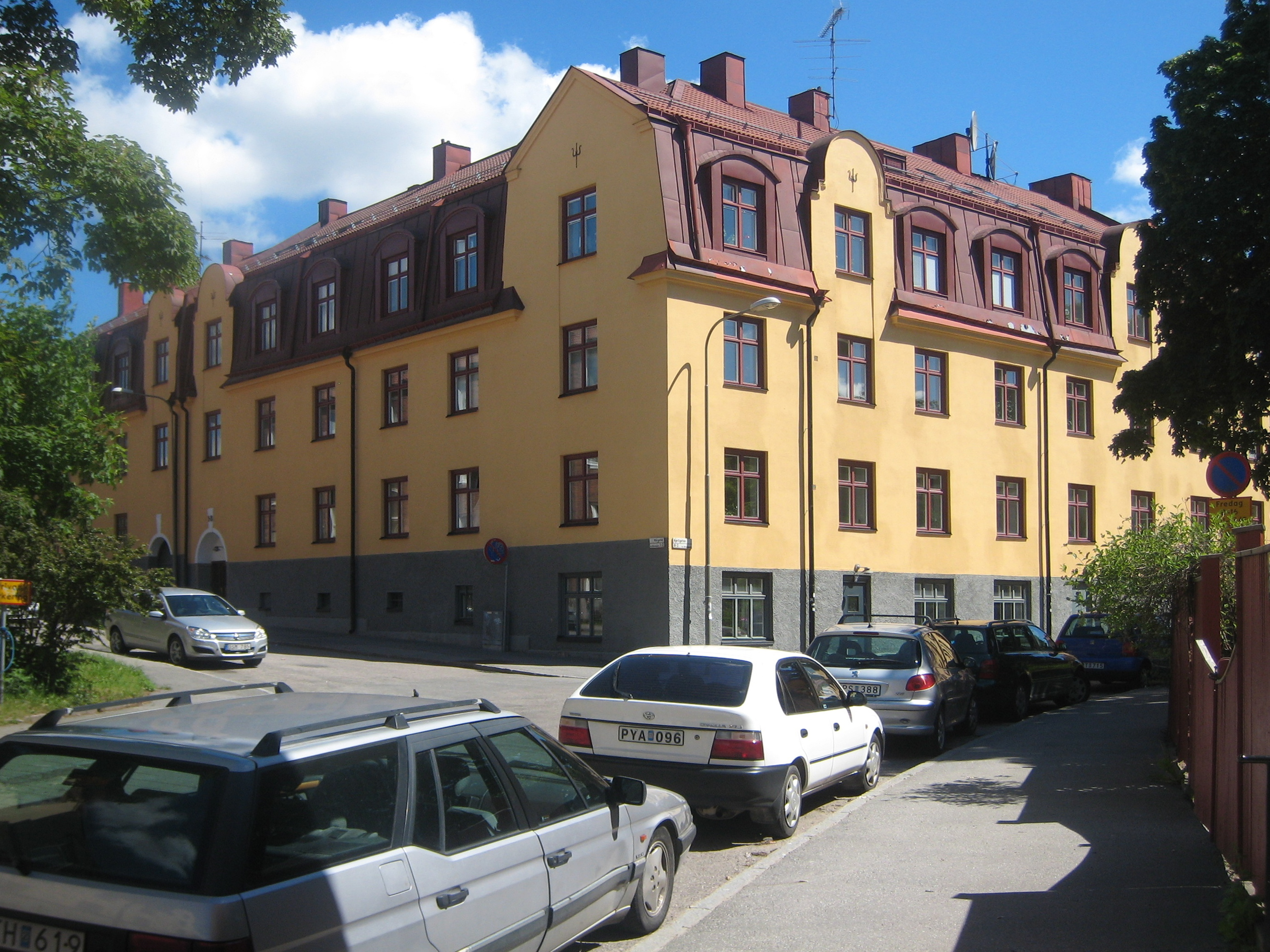
Aprilgatan